# Châteauneuf-Villevieille
Châteauneuf-Villevieille (okzitanisch Castèunòu e Vilavièlha, italienisch Castelnuovo) ist eine französische Gemeinde mit 985 Einwohnern (Stand: 1. Januar 2022) im Département Alpes-Maritimes in der Region Provence-Alpes-Côte d’Azur. Sie gehört zum Arrondissement Nizza und zum Kanton Contes. Die Bewohner nennen sich Madounencs und Madounencques.

## Geographie
Châteauneuf-Villevieille liegt in den französischen Seealpen. Die angrenzenden Gemeinden sind Bendejun im Norden, Contes im Osten, Cantaron im Süden und Tourrette-Levens im Westen.

## Geschichte
Bis 1911 gehörten Bendejun und Cantaron zu Châteauneuf. Durch ein Dekret per 10. November 1961 hieß die Gemeinde ab dem 15. Dezember „Châteauneuf-de-Contes“, benannt nach dem Kanton Contes. Ein weiteres Dekret per 5. August 1992 besiegelte die Namensänderung in Châteauneuf-Villevieille am 1. September.

### Bevölkerungsentwicklung
| Jahr      | 1962 | 1968 | 1975 | 1982 | 1990 | 1999 | 2008 | 2012 | 2020 |
| --------- | ---- | ---- | ---- | ---- | ---- | ---- | ---- | ---- | ---- |
| Einwohner | 206  | 225  | 260  | 402  | 571  | 684  | 835  | 896  | 956  |

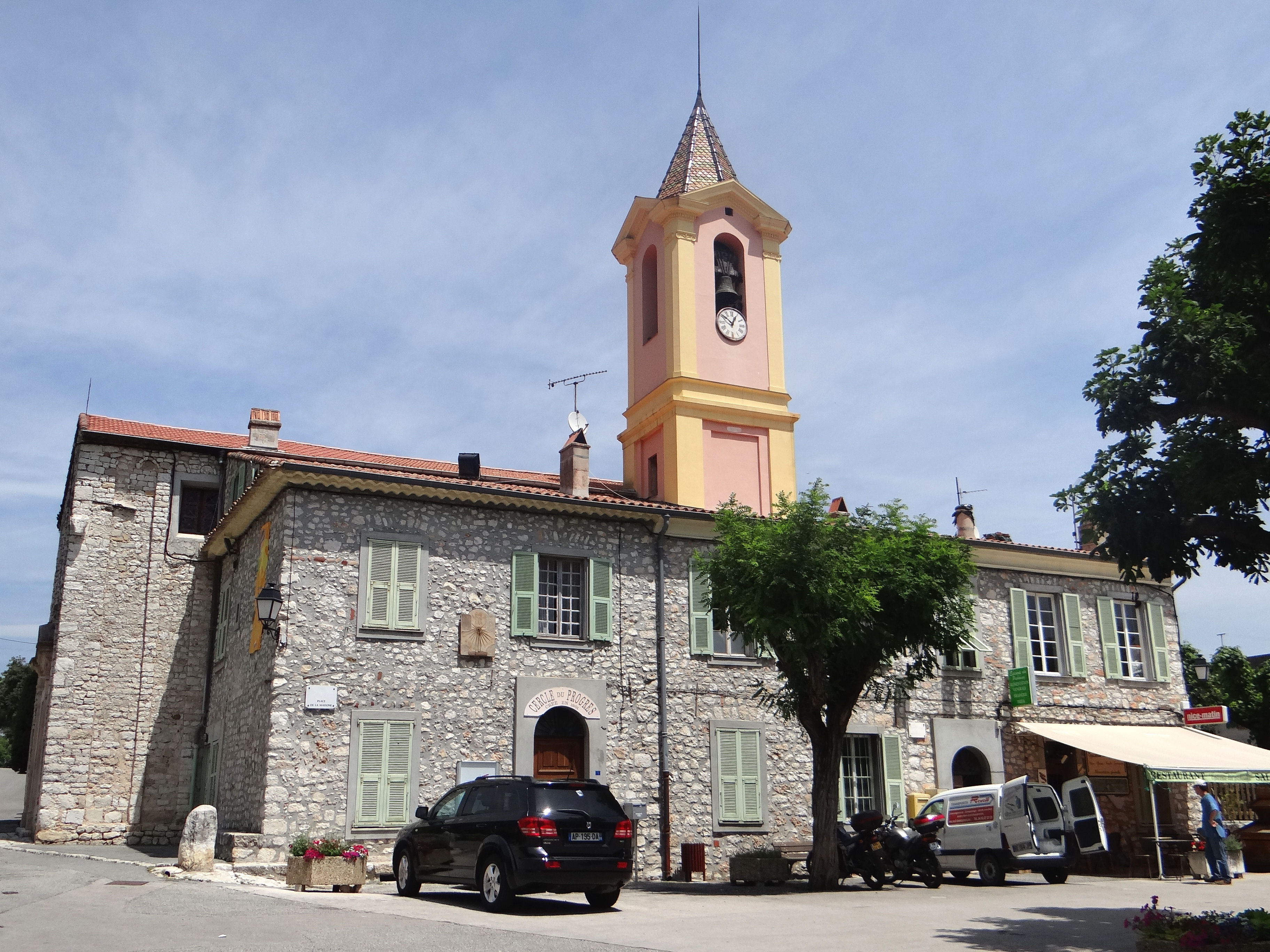
Kirche Notre-Dame-de-l’Assomption
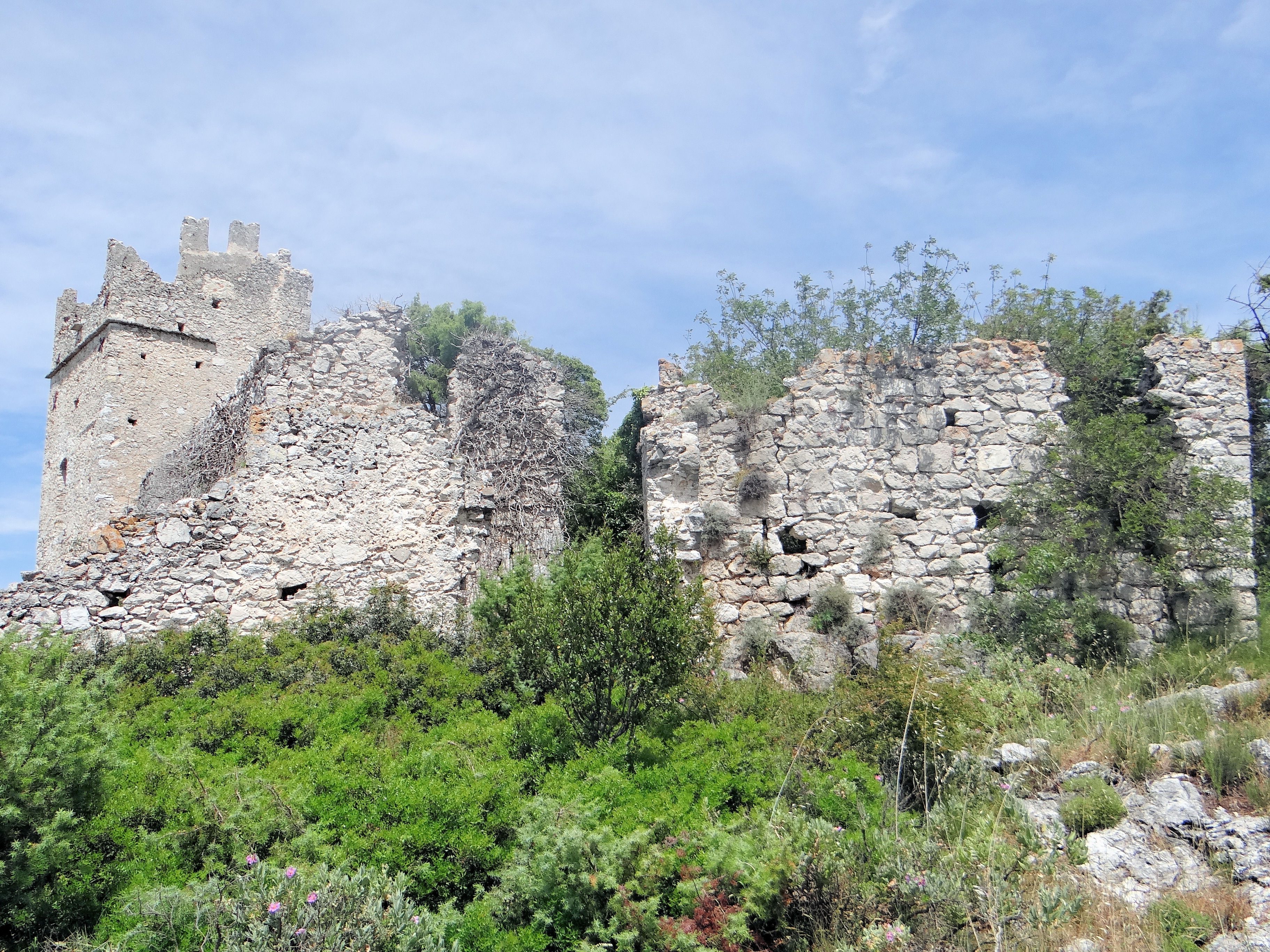
Burgruine
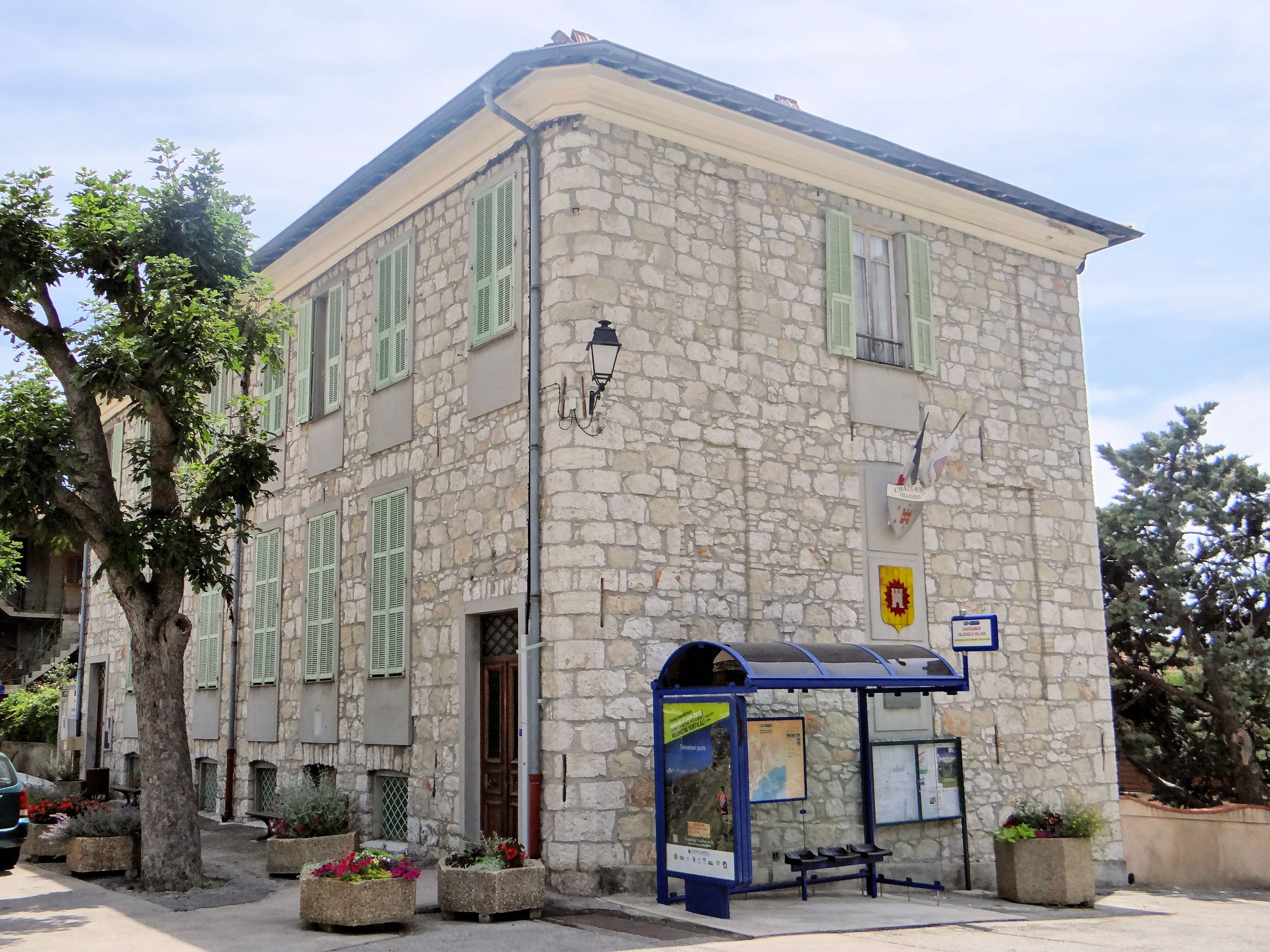
Mairie

## Sehenswürdigkeiten
Siehe: Liste der Monuments historiques in Châteauneuf-Villevieille